# Théories du complot sur le sida

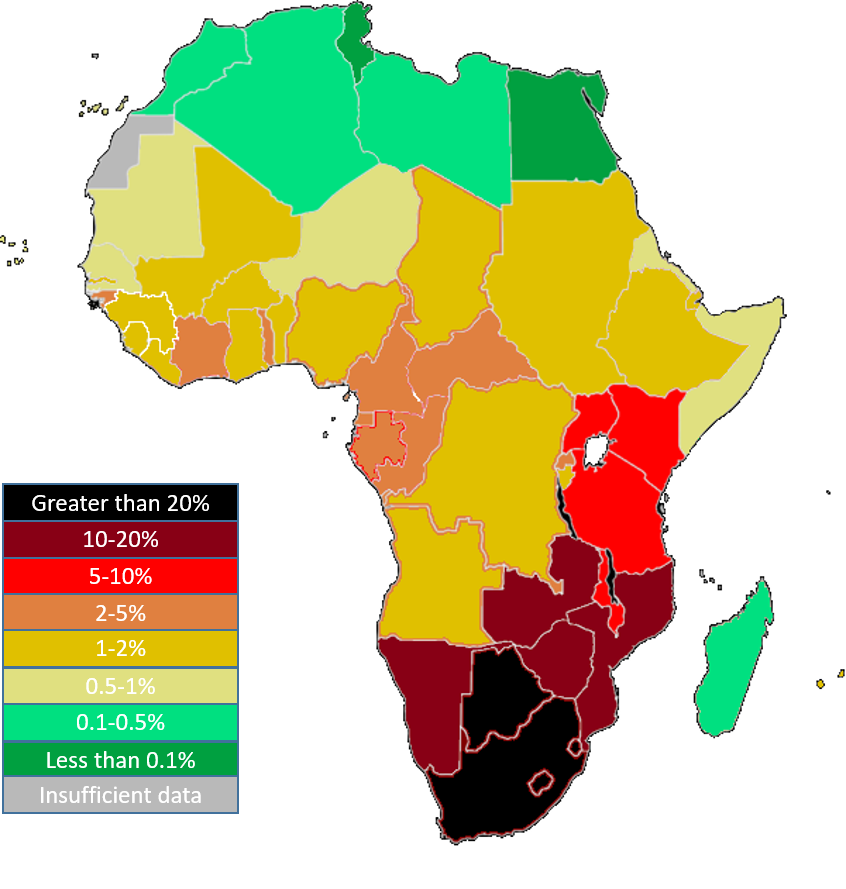
Prévalence du VIH en Afrique en 2021

Les théories du complot au sujet du sida concernent l'origine et l'ampleur de la maladie. Dans la communauté scientifique,  il est admis que l'infection a été transmise des singes à l'homme.
Il existe plusieurs théories du complot pouvant être de la désinformation : création du virus par la CIA, absence de corrélation entre le virus VIH et la mortalité du sida qui lui est associée, une volonté de diminuer la population noire, ou encore un accident expérimental. 

## Consensus: l'origine simienne
Les VIH font partie d'un groupe de virus entraînant des maladies semblables au sida chez les primates, les virus de l'immunodéficience simienne (VIS). Les différents virus humains (VIH) sont le résultat de la transmission à l'Homme de différents virus au XXe siècle, notamment des VIS des chimpanzés (pour les VIH-1) et des mangabeys (probablement, pour les VIH-2). Bien que les VIS n'infectent habituellement pas l'Homme, certaines mutations, dont quelques-unes ont été identifiées, ont permis ces transmissions. Le mode exact de transmission n'est pas connu, mais il aurait pu s'agir, par exemple, d'une contamination par voie sanguine lors du découpage d'animaux infectés,.

## Théorie du gène délibérément répandu par des suprémacistes blancs
En 2019, le documentaire Cold case à l'ONU prétend que le VIH aurait été sciemment disséminé au sein des populations noires, du moins en Afrique de l'Est et en Afrique australe. Le VIH aurait été propagé entre autres par le South African Institute for Maritime Research (SAIMR), nom de couverture d'une organisation suprémaciste blanche en Afrique du Sud travaillant pour le MI6. Le virus aurait été inoculé dans des dispensaires accueillant des femmes enceintes.
Les médias anglo-saxons ont attaqué la validité du documentaire, ainsi qu'un chercheur sudafricain : « La probabilité qu'ils aient été capables de faire une chose pareille est proche de zéro », commente le docteur sud-africain Salim Abdool Karim, directeur du centre de recherche Caprisa sur le SIDA. Salim Abdool Karim évoque la difficulté à isoler le virus, dans les années 1980-1990.

## Théorie du vaccin oral anti-polio

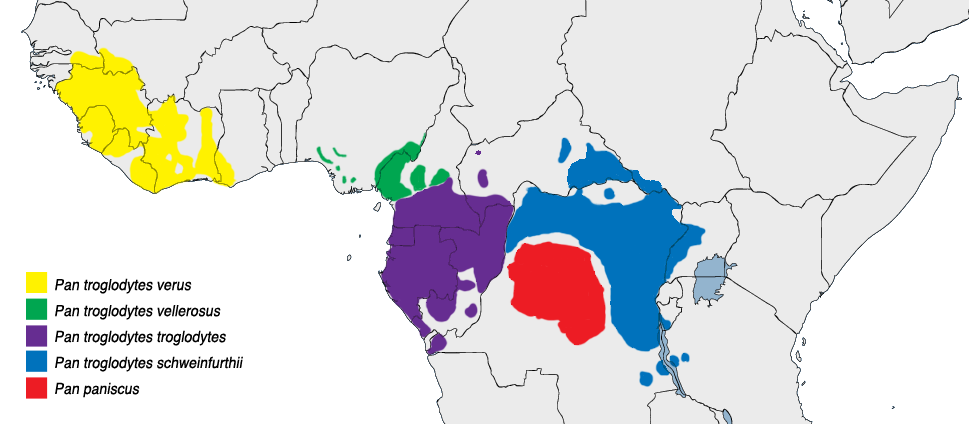
Répartition géographique du genre Pan :
Pan troglodytes verus (chimpanzé commun)
Pan troglodytes ellioti (chimpanzé commun)
Pan troglodytes troglodytes (chimpanzé commun)
Pan troglodytes schweinfurthii (chimpanzé commun)
Pan paniscus (bonobo)

Dès 1990, un journaliste britannique Edward Hooper mène un long travail d'investigation pour démontrer que le passage du VIS à l'homme aurait eu lieu à l'occasion d'une trentaine de campagnes de vaccination anti-polio pratiquées dans le Congo belge ainsi qu'au Rwanda-Burundi entre 1957 et 1960. Il est soutenu dans son enquête par William Donald Hamilton, un biologiste reconnu. L’enquête d’Edward Hooper est publiée en 1999 sous le titre The River : a journey to the source of HIV and AIDS.
Hooper s'appuie sur une coïncidence temporelle et géographique liant les premiers cas de sida avec les campagnes de vaccination avec un vaccin polio oral (OPV) expérimental « Chat » qui fut administré à environ un million d'Africains. Hooper suggère que 64 % des cas de sida observés en Afrique avant 1981 et 87 % des échantillons testés HIV-1 positifs avant 1981 viennent des villes et des villages mêmes où ce vaccin aurait été utilisé vingt ans plus tôt.
Selon Hooper, pour produire ces vaccins à virus vivants atténués, le virus de la polio aurait été cultivé sur des reins de chimpanzés potentiellement porteurs du VIS, et non sur des reins de singes asiatiques, comme l'assure Hilary Koprowski, le scientifique à l'origine du vaccin anti-polio. Hooper a mis en évidence l'existence, près des laboratoires de Stanleyville (aujourd'hui Kisangani), dans le camp de Lindi, d'une ménagerie ayant accueilli entre 1957 et 1960 près de six cents chimpanzés et ce, dans des conditions favorisant l'éventuelle contamination des singes entre eux. Toutefois, comme le note Jacques Pépin, les chimpanzés capturés étaient ceux se trouvant à proximité de Stanleyville. Il s’agissait de bonobos et de chimpanzés d'Afrique de l'Est (Pan troglodytes schweinfurthii) et non de chimpanzés de l'ouest de l'Afrique centrale (Pan troglodytes troglodytes). Or jusqu’à preuve du contraire, le VIH-1 de type M à l'origine de la pandémie est issu uniquement du VIS du chimpanzé Pan troglodytes troglodytes.

## Théorie de la création du virus par les États-Unis
Selon le docteur Robert Strecker, un pathologiste américain, le virus du sida aurait été créé en laboratoire par le gouvernement américain. Selon le docteur Léonard Horowitz, diplômé de santé publique de l'université Harvard, le virus a été propagé via les campagnes de vaccination faites en Amérique du Sud et en Afrique, et ce par l'entremise des agents de la Santé américains. En 1983, les services secrets soviétiques lancent l'opération INFEKTION, ayant pour but de propager cette théorie ; l'opération est abandonnée en 1987 sous pression diplomatique des États-Unis.
Une version de cette théorie explique que c'est la population homosexuelle qui a été volontairement visée : le docteur Alan Cantwell affirme que l'épidémie du virus a éclaté à Manhattan après une campagne de vaccination contre l'hépatite B, en 1978. En 1979, les premiers cas sont recensés ; en 1993, 93 % du groupe des premiers vaccinés sont morts du sida. Cantwell accuse les spécialistes de la maladie de collusion avec le Service de la Santé des États-Unis, ou avec les institutions médicales du pays. Selon lui, ce sont les laboratoires pharmaceutiques et les suprématistes blancs qui en retireraient le bénéfice.
Boyd Graves, avocat en droit international des droits de l'homme, et ancien vétéran de l'US Navy, soutient que le gouvernement des États-Unis a mené de 1948 à 1978 le U.S. Special Virus program, destiné à diffuser le virus en visant spécifiquement les populations afro-américaines. Il a porté plainte à ce sujet contre l'État fédéral afin d'obtenir, sans succès, des excuses de la part du gouvernement. L’organisation Nation of Islam exprime la même certitude à propos d'un virus « créé par les « Blancs » » ; son leader, Louis Farrakhan, en accuse l'Amérique blanche, la CIA ou les juifs. Aux États-Unis, l'idée qu'un remède au sida existe mais qu'il est délibérément caché aux populations pauvres est très présent dans cette communauté ; ce soutien aux théories du complot, nourri par les discriminations passées, est en corrélation avec l'usage trop faible du préservatif dans cette population, ce qui constitue un obstacle aux campagnes de prévention. Le thème du ciblage des populations noires, qui est relayé dès la fin des années 1980, est un prolongement de celui du ciblage des homosexuels.
Selon une autre variante de la théorie, plus internationaliste et alimentée par la part des personnes séropositives vivant en Afrique subsaharienne, le virus a été introduit en Afrique par les campagnes de vaccination de l'OMS, et ce afin d'éradiquer la surpopulation africaine. La prix Nobel de la paix 2004 Wangari Muta Maathai a apporté son soutien à cette théorie avant de se rétracter.
En 2018, une vague d'articles conspirationnistes affirment faussement que le scientifique Robert Gallo, qui avait revendiqué la « paternité » du HIV, s'est targué publiquement d'avoir créé volontairement le virus afin d'exterminer les noirs et les homosexuels.

## Théorie de l'absence de corrélation entre VIH et sida

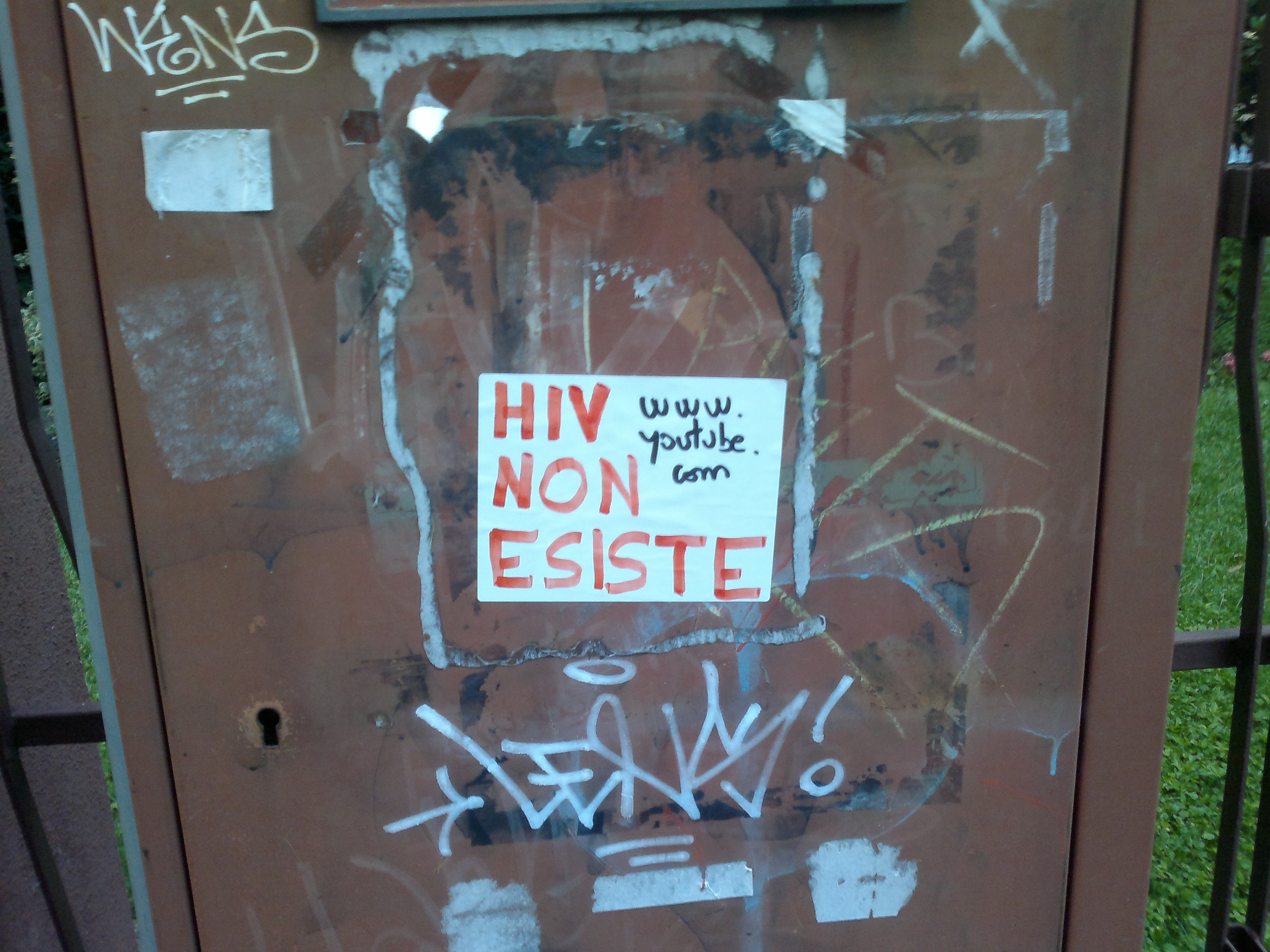
"Le HIV n'existe pas", photographie prise à Turin, 2013.

La deuxième théorie, qui se développe elle-aussi sur plusieurs axes, part de la remise en doute d'un élément de l'épidémie : l'existence de la maladie, celle du virus, ou le lien de corrélation entre les deux. Certains estiment notamment que le sida serait dû à la conjonction de différentes formes de stress (chimique, nutritionnel, psychologique).
La maladie serait notamment guérissable, par des pouvoirs mystiques, tels ceux de Yahya Jammeh, président de la Gambie de 1994 à 2017, ou simplement religieux ; pour les tenants de cette guérison, la maladie serait en fait bénigne. L'intervention de Dieu dans la maladie a également été mise en avant par certains milieux conservateurs, justifiant ainsi le fait que des populations particulières soient plus visées que d'autres : ces populations (afro-américains, homosexuels) seraient décadentes et devraient subir un châtiment divin. La ministre sud-africaine de la Santé, Manto Tshabalala-Msimang, proposa durant son ministère un régime à base d'ail, de betterave et de citron pour combattre la maladie ; elle s'opposa aux organismes de lutte contre la pandémie « en qui elle voyait les instruments des intérêts postcoloniaux et de l'industrie pharmaceutique occidentale », et nia la responsabilité du VIH.
Certains scientifiques essentiellement anglo-saxons (Peter Duesberg, le groupe de Perth (en)) dénoncent l'absence de preuve formelle d'un lien entre VIH et sida. Ils estiment plus envisageable qu'un consensus scientifique ait conduit à un diagnostic inexact : le VIH ne provoquerait pas le sida. Cette hypothèse exprime également que le consensus scientifique aurait conduit à une prolifération de traitements extrêmement toxiques, tels l'AZT, qui seraient donc les causes de la destruction du système immunitaire. La communauté scientifique leur oppose l'avènement des traitements trithérapeutiques, qui retardent spécifiquement les effets du VIH, et réussissent à limiter la destruction du système immunitaire. La majeure partie des dissidents de la communauté scientifique sur ce point précisent qu'aucun scientifique n'a pour le moment réussi à isoler le VIH en tant que virus exogène et pathogène.
Le test de séropositivité lui-même est remis en cause, du fait de la différence de résultat en fonction du continent où le test est effectué.
Dans un article intitulé « Les négationnistes du sida repassent à l’attaque » publié dans le journal Le Monde, le journaliste scientifique Pierre Barthélémy estime que « les bases scientifiques de ces théories sont inexistantes et […] leurs défenseurs ne jouent pas selon les règles du jeu scientifique qui consistent à mettre sur le tapis des éléments mesurables et vérifiables ». Il considère « qu'en diffusant de tels messages, ces personnes sapent les politiques de prévention visant à combattre la pandémie due au VIH, lequel est présent dans l'organisme de plus de 35 millions de personnes dans le monde ».

## Théorie de l'accident expérimental
Selon cette théorie, le virologue Hilary Koprowski, créateur du premier vaccin anti-polio, serait à l'origine du VIH, et aurait été protégé par la communauté scientifique, qui compte de nombreux soutiens à Koprowski. Le journaliste Tom Curtis écrit en 1992 dans Rolling Stone que, lors d'une campagne de vaccination anti-polio en Afrique, entre 1955 et 1960, le virologue aurait créé le virus à partir de reins de chimpanzé au mépris des règles sanitaires, afin de faire face à la concurrence d'un autre chercheur étudiant cette maladie. Le journaliste Edward Hooper reprend cette thèse dans The river, A Journey to the source of HIV and AIDS, en comparant les zones de vaccination avec la localisation des premiers cas du sida. Bien que la communauté scientifique ait plusieurs fois réfuté cette hypothèse, Hooper estime que cette contradiction n'est que la preuve du soutien à Koprowski et de son influence dans ce domaine. L'ouvrage de Hooper est la source de plusieurs documentaires produits par RTBF, France Télévisions, Radio-Canada ou TV5 Monde.

## Critiques des théories du complot
Pour le politologue Pierre-André Taguieff, « la mythologisation des origines et des modes de transmission du virus du sida s'est constituée en un nouveau thème, inépuisable, du discours complotiste ».